# Pierre Jaccoud
Pierre Jaccoud (Ginevra, 24 novembre 1905 – 4 luglio 1996) è stato un avvocato svizzero.

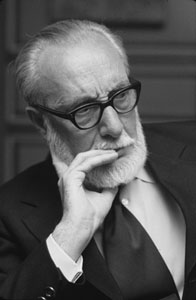

Venne condannato per omicidio, anche se non c'era nessuna prova. È uno dei pochi casi di errore giudiziario della storia svizzera.
"II 18 di questo mese è iniziato il processo a Ginevra contro Pierre Jaccoud, sposato con figli, il più grande avvocato della città, eminente uomo politico, prossimo ad ottenere una delle più alte cariche dello stato. Fu accusato di avere assassinato il padre della sua amante. Tempo fa lei gli scriveva: “tu mi ami come in un racconto di fate” e lui rispondeva : “Mai mi sono sentito così vicino al divino, come accanto a te”."
Ha iniziato a lavorare nell'ufficio di suo padre e in seguito divenne un partner dello studio. Tra il 1953 ed il 1954 fu presidente della Camera degli avvocati di Ginevra. Fu l'avvocato divorzista di Aly Khan nel procedimento di divorzio da Rita Hayworth. Fu anche l'avvocato di numerose imprese straniere con sedi e filiali in Svizzera. Fu anche membro del Gran Consiglio di Ginevra e detenne importanti posizioni politiche. Era sposato con due figlie e un figlio. Vittima della giustizia svizzera, dopo molti anni di carcere, Jaccoud ha continuato a proclamare la sua innocenza.